# Organizovaný útvar chodců

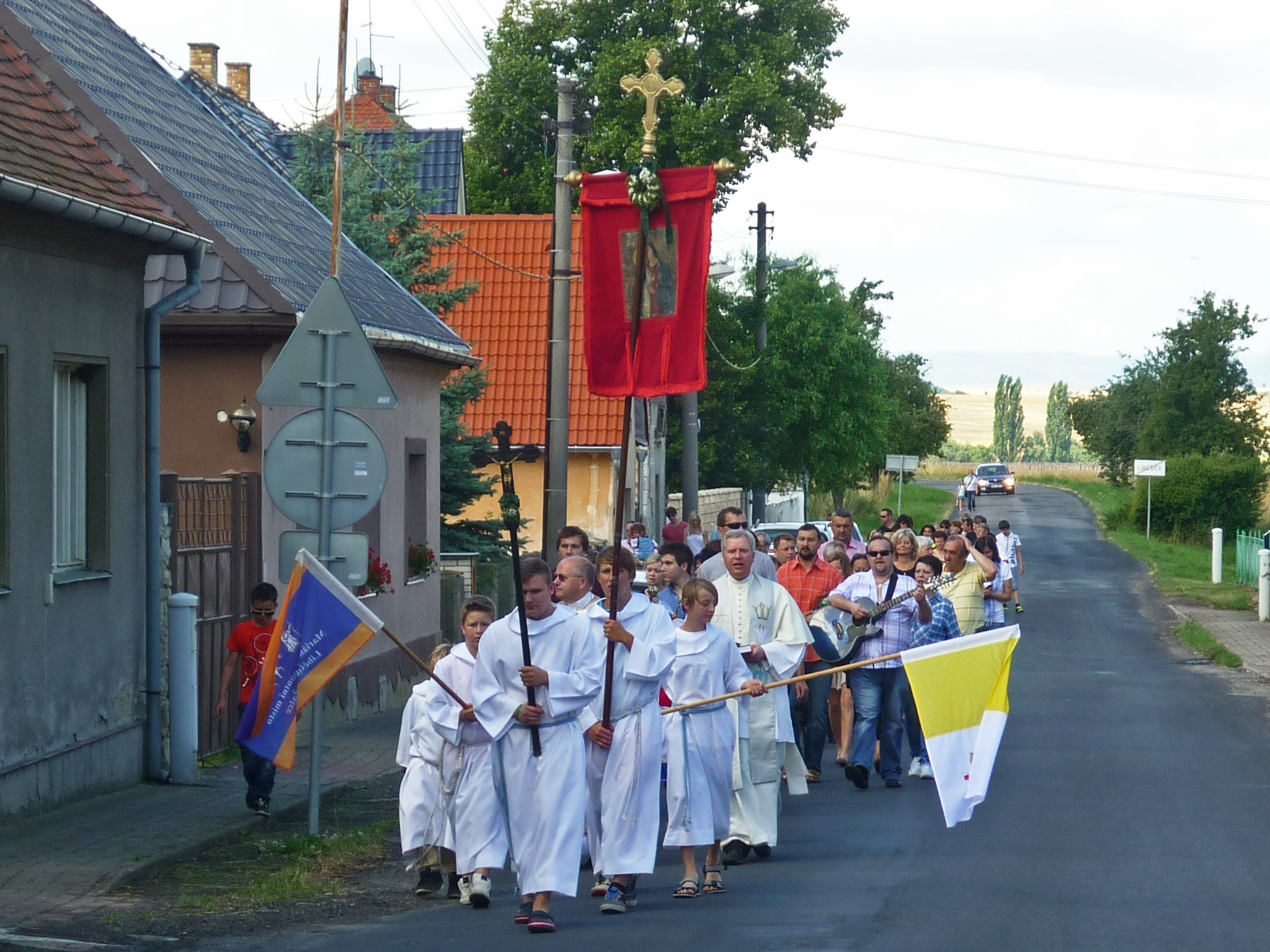
Mariánské procesí v Liběšicích na Lounsku, 2014

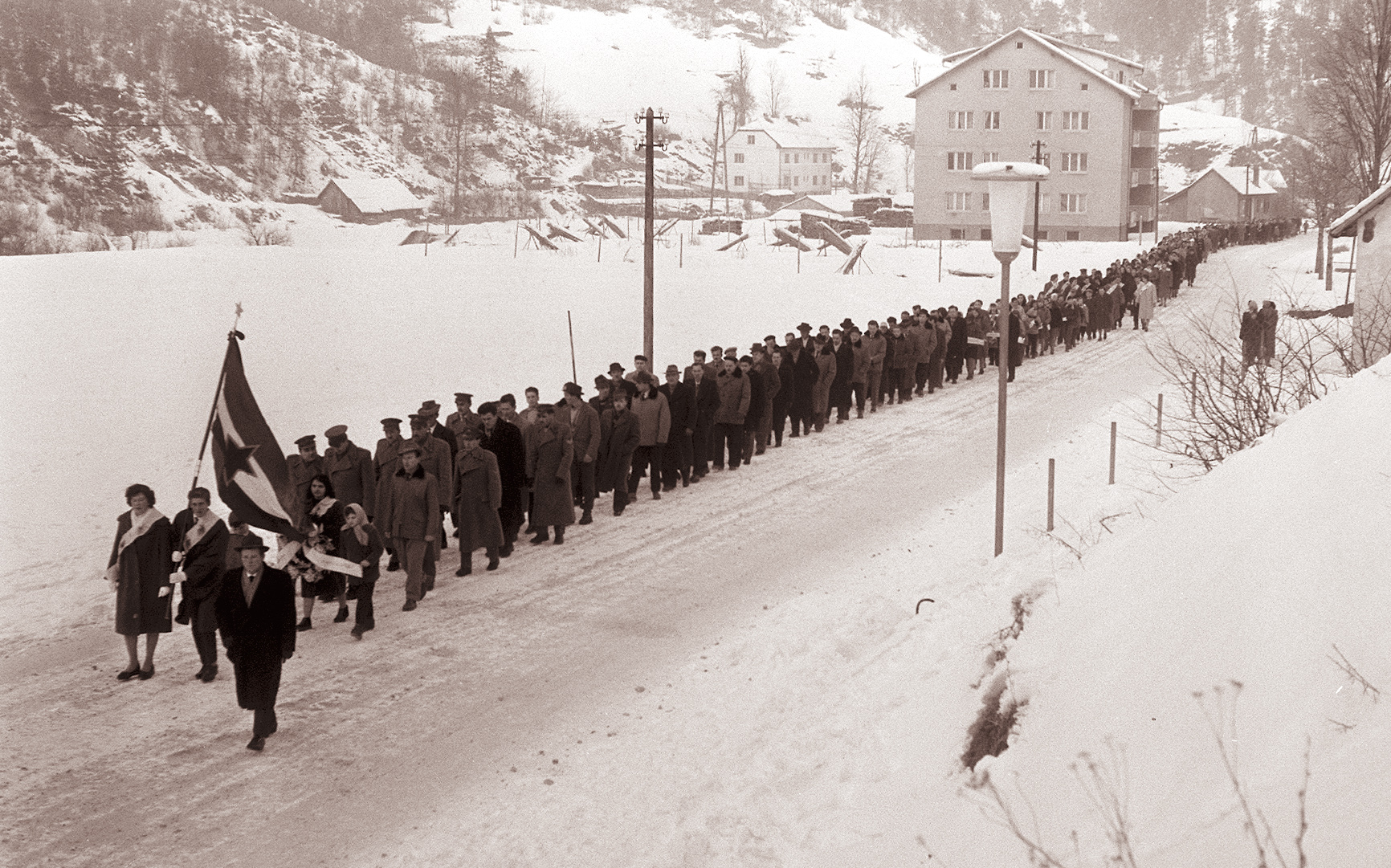
Průvod v rámci dětského pohřbu v obci Črna na Koroškem ve Slovinsku, 1961

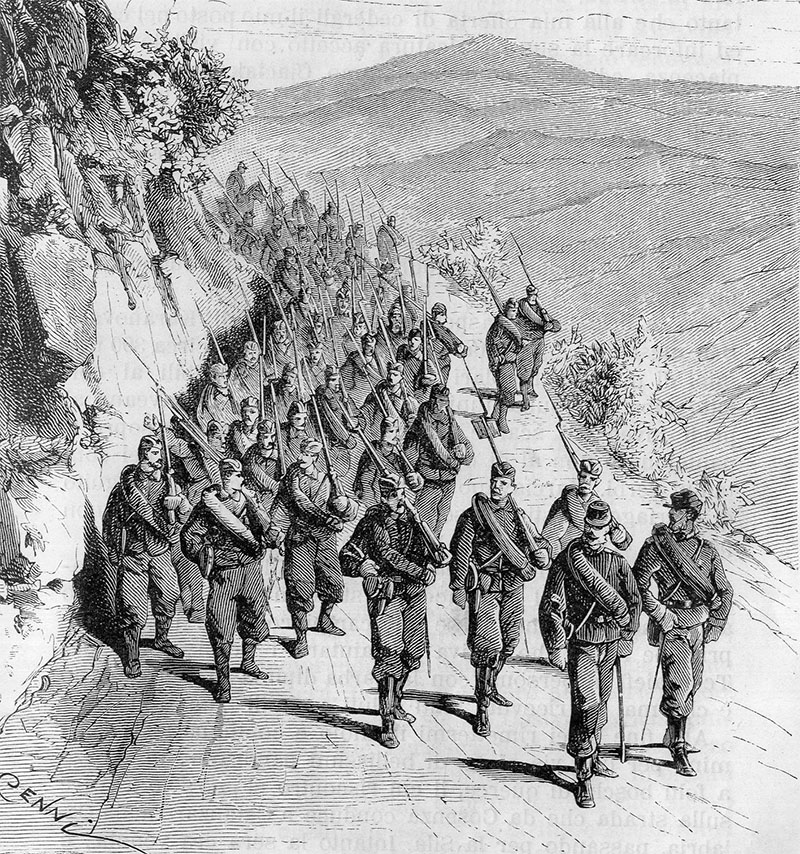
Srbští vojáci pochodující po silnici při srbsko-turecké válce, 1876

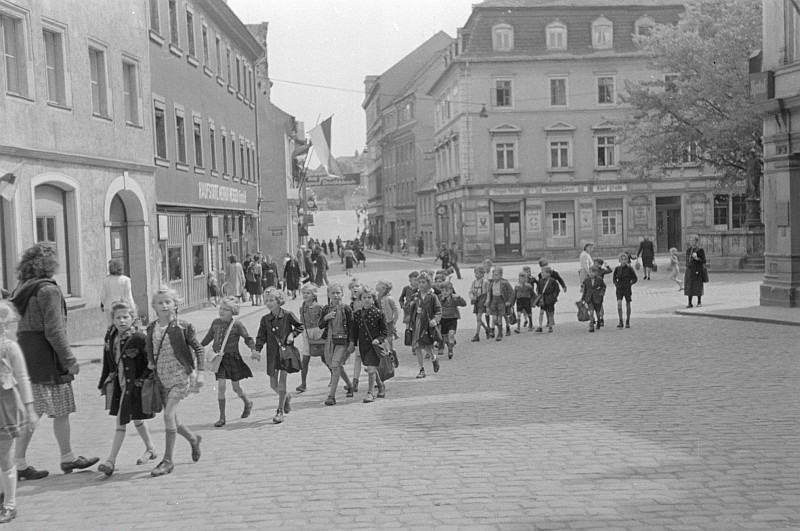
Dětská skupina na II. parlamentu FDJ v Míšni, 1947

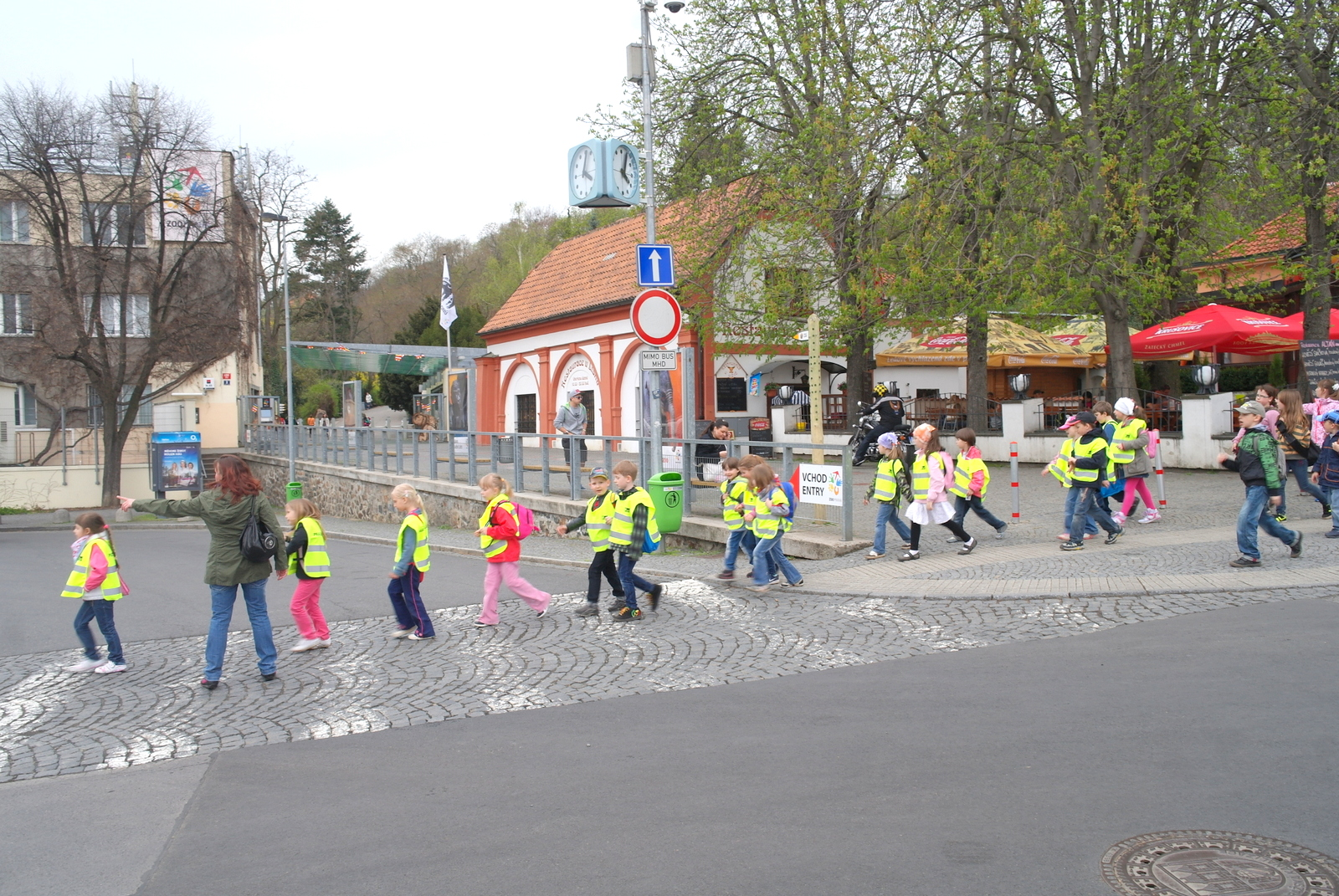
Skupina dětí (zřejmě předškolních) v reflexních vestách na přechodu pro chodce u pražské zoologické zahrady, 2013

Organizovaný útvar chodců, v některých ustanoveních nazývaný organizovaná skupina chodců, je v pravidlech silničního provozu označení pro skupinu chodců, na kterou se při pohybu po pozemních komunikacích vztahují některá pravidla platná pro vozidla či řidiče. Protektorátní legislativa používala v podobném významu termín pochodující oddíl, československá legislativa po druhé světové válce pochodující útvar nebo průvod.

## Česká právní úprava

### Historie

#### Vládní nařízení 242/1939 Sb.
Vládní nařízení Vlády Protektorátu Čechy a Morava 242/1939 Sb., o chování v silniční dopravě (dopravní řád silniční – d. ř. s.), obsahovalo § 38 s názvem Pochodující oddíly. 
(1) Oddíly uzavřeně pochodující nesmějí na mostech jíti v kroku. Pochodová hudba jest na mostech zakázána. Delší oddíly musí v přiměřených vzdálenostech nechávati volné odstupy k propuštění ostatní silniční dopravy.
(2) Za tmy nebo husté mlhy musí býti uzavřené oddíly označeny svítilnami, a to dopředu jejich boční obrysy, dozadu jejich konec (dopředu bíle nebo slabě žlutě, dozadu červeně). Muž na levém a pravém křídle první a poslední řady musí nésti svítilnu; označení se může státi také světlonoši pochodujícími vpředu nebo vzadu. Označení vozidly jedoucími napřed jest přípustné jen tehdy, mohou-li řidiči protijedoucích vozidel seznati, že vzadu jde uzavřený oddíl. Jestliže se oddíl, který má býti osvětlen, člení ve více od sebe zřetelně odlišených jednotek, jest uvedeným způsobem označiti každou z nich. Vedle toho jest přípustné doplňující vyznačení odraznými skly (dopředu bíle nebo slabě žlutě, dozadu červeně). Předpisy tohoto odstavce neplatí, jsou-li uzavřené oddíly dostatečně osvětleny jinými světelnými zdroji.
(3) Školní třídy mají používati chodníků. Jdou-li jízdní drahou, jest je považovati za pochodující oddíly a za tmy nebo husté mlhy musí býti zajištěny podle odstavce 2.
V § 33 odst. 1 nařízení stanovilo, že povinnost řidičů motorových vozidel ztlumiti světlomety, vyžaduje-li toho bezpečnost dopravy na silnici nebo vedle silnice, zvláště ohled na účastníky dopravy opačného směru, platila vůči chodcům jen, pokud pochodují v uzavřených oddílech. 

#### Vládní nařízení 11/1951 Sb.
Vládní nařízení republiky Československé 11/1951 Sb., jímž se provádí zákon o provozu na veřejných silnicích, obsahovalo § 28 Pochodující útvary a průvody. Pochodující útvary nebo průvody se musely ubírat po pravé straně vozovky a učinit místo předjíždějícím i protijedoucím vozidlům. Delší pochodující útvary (průvody) musely být uspořádány tak, aby neohrožovaly bezpečnost nebo plynulost silničního provozu, zejména musely být rozčleněny v menší skupiny dostatečně od sebe vzdálené. Pochodující školní mládež měla užívat chodníků, vozovky pak jen tehdy, nemohla-li jít po chodníku, a pak pro ni platila ustanovení jako pro pochodující útvary a průvody.

#### Vyhláška 141/1960 Sb.
Vyhláška ministerstva vnitra 141/1960 Sb., kterou se vydávají pravidla silničního provozu, obsahovala § 37 s názvem Pochodující průvody a útvary. Pochodující průvod nebo útvar se musel pohybovat po pravé straně vozovky a uvolnit místo všem vozidlům jedoucím v obou směrech. Delší pochodující průvod nebo útvar musel být rozčleněn v menší skupiny, dostatečně od sebe vzdálené, aby neohrozil nebo neomezil ostatní provoz. Průvod při státních oslavách nebo útvar ozbrojených sborů nesměl být přerušován nebo zdržován vozidly, pokud nešlo o vozidlo, které dává zvláštní výstražné znamení. 
Na křižovatce s řízeným provozem byl vedoucí pochodujícího průvodu nebo útvaru povinen ukázat paží směr cesty a uposlechnout světelných znamení a pokynů dopravních orgánů. Na křižovatce s neřízeným provozem musel vedoucí dát znamení vozidlům, aby zastavila, pokud průvod nebo útvar nepřejde.
Za snížené viditelnosti musel být pochodující průvod nebo útvar označen vpředu po obou stranách svítilnami s bílým nebo slabě žlutým světlem a vzadu rovněž po obou stranách svítilnami s červeným světlem. Pochodoval-li průvod nebo útvar v oddělených skupinách, musela být takto označena každá skupina.
Pochodující průvod nebo útvar nesměl přecházet most stejným krokem a na mostě nebylo dovoleno ani hraní nebo zpívání do pochodu.
Školní mládež jdoucí ve skupinách musela být doprovázena dospělou osobou a směla užívat vozovky jen tehdy, nemohla-li jít po chodníku nebo po cestě pro pěší anebo po levé krajnici, a to nejvýše ve dvojstupech. Musela-li užít vozovky, řídila se ustanoveními platnými pro pochodující průvody a útvary.
Za dodržování těchto předpisů odpovídal vedoucí pochodujícího průvodu nebo útvaru.
Podle § 29 odst. 4 světlomety musí být ztlumeny také před setkáním s protijdoucím průvodem nebo pochodujícím útvarem.

#### Vyhláška 80/1966 Sb.
Vyhláška ministerstva vnitra 80/1966 Sb., o pravidlech silničního provozu, obsahovala § 43, který byl věnován pochodujícím útvarům. Tento pojem byl vysvětlen otevřeným výčtem „útvar ozbrojených sil, pohřební průvod apod.“ Takový útvar musel být za snížené viditelnosti označen vpředu po obou stranách neoslňujícím bílým světlem a vzadu rovněž po obou stranách červeným světlem. Za dodržování ustanovení byl odpovědný vedoucí pochodujícího útvaru. Podle § 46 se útvar jezdců musel označit obdobně jako pochodující útvar.
Čtvrtý odstavec paragrafu nadepsaného „Pochodující útvary“ stanovil, že organizovaná skupina školní mládeže smí jít nanejvýše ve dvojstupech a musí být doprovázena osobou starší 15 let, která je dostatečně způsobilá, aby na skupinu řádně dozírala. Vozovky směla skupina užít jen tehdy, nemohla-li jít po chodníku nebo po levé krajnici. Musela-li užít vozovky, řídila se skupina též ustanoveními uvedenými pro pochodující útvary. Jiné skupiny školní mládeže nebo dětí nepodléhajících školní docházce se řídily ustanoveními pro chodce. Osoba, která doprovázela organizovanou skupinu školní mládeže nebo skupinu dětí nepodléhajících povinné školní docházce, byla oprávněna při přecházení vozovky zastavovat vozidla.
Pro pochodující útvary platila přiměřeně i ustanovení 
- § 6 až 8 (směr a způsob jízdy, směr a způsob jízdy ve zvláštních případech, jízda v jízdních pruzích)
- § 11 až 18 (vyhýbání, předjíždění, odbočování, řazení před křižovatkou, přednost v jízdě na křižovatce, vjíždění na silnici a vyjíždění z ní, otáčení a couvání, zastavení a stání)
- § 20 (železniční přejezdy)
- § 21 (znamení o změně směru jízdy)
- § 27 (vozidla s právem přednostní jízdy)
- § 29 (dopravní nehody)

Naopak nevztahovala se na pochodující útvary například tato ustanovení: 
- § 9 rychlost jízdy
- § 10 vzdálenost mezi vozidly
- § 19 opuštění vozidla
- § 22–26 výstražná znamení, osvětlení vozidel, čerpání pohonných hmot, vlečení motorových vozidel, omezení jízdy některých druhů vozidel
- dopravní značky a signalizace

Podle § 23 odst. 2 se musela dálková světla ztlumit také před setkáním s pochodujícím útvarem. 

#### Vyhláška 100/1975 Sb.
Ve vyhlášce č. 100/1975 Sb. byla úprava téměř totožná, dokonce měl příslušný paragraf i stejné číslo (§ 43). Výraz dozírala byl nahrazen výrazem dohlížela. Výčet ustanovení, která se na pochodující útvary vztahují, byl přesunut z paragrafu o pochodujících útvarech do závěrečného paragrafu části V (Zvláštní ustanovení pro některé účastníky provozu) bezprostředně za výčet, která ustanovení platí pro jízdu na jízdním kole, s potahovými vozidly a ručními vozíky i pro jízdu na zvířatech a pro vedení a hnaní zvířat. 
§ 47 ve třetí větě stanovil, že pro pochodující útvary platí přiměřeně ustanovení:
- § 8 až 11 (směr jízdy a jízda v jízdních pruzích, jízda ve zvláštních případech, objíždění, předjíždění)
- § 13 až 17 (vzdálenost mezi vozidly, vyhýbání, odbočování, jízda křižovatkou, vjíždění na silnici)
- § 19 až 21 (otáčení a couvání, zastavení a stání, železniční přejezdy)
- § 28 až 30 (vozidla se zvláštními výstražnými znameními, překážky silničního provozu, dopravní nehody)
- části IV této vyhlášky (řízení a úprava silničního provozu)

Naopak nevztahovala se na pochodující útvary například tato ustanovení: 
- § 12 (rychlost jízdy)
- § 18 (povinnosti řidičů k chodcům)
- § 22 (znamení o změně směru jízdy)
- § 23 (výstražná znamení)
- § 24 (osvětlení vozidel)
- § 25 (čerpání pohonných hmot)
- § 26 (vlečení motorových vozidel)
- § 27 (omezení jízdy některých druhů vozidel)

#### Vyhláška 99/1989 Sb.
Vyhláška federálního ministerstva vnitra 99/1989 Sb., o pravidlech provozu na pozemních komunikacích (pravidla silničního provozu) se organizovanými útvary chodců zabývala v § 57 (Útvary chodců). Místo dosavadního pochodujícího útvaru zavedl nový termín „organizovaný útvar chodců“, v němž útvary školní mládeže postavil na roveň například útvarům ozbrojených sil či průvodům.
Pro organizovaný útvar chodců (útvar ozbrojených sil, útvar školní mládeže, průvod apod.) platila přiměřeně práva a povinnosti řidičů podle ustanovení § 8 až 15, § 18 až 23, § 25 až 29, § 35, § 38 a ustanovení části čtvrté (úprava a řízení silničního provozu). Za snížené viditelnosti musel být organizovaný útvar chodců označen vpředu po obou stranách neoslňujícím bílým světlem a vzadu rovněž po obou stranách červeným světlem. Za dodržování těchto ustanovení odpovídal vedoucí útvaru, jímž mohla být jen osoba starší 15 let, která k tomu byla dostatečně způsobilá. Organizovaný útvar chodců jdoucí nejvýše ve dvojstupu směl jít po chodníku, a to vpravo; přitom nemusel být označen podle ustanovení odstavce 2. Pro organizovanou skupinu dětí, které dosud nepodléhají povinné školní docházce, platila ustanovení pro chodce. Vedoucí organizovaného útvaru školní mládeže nebo organizované skupiny dětí, které dosud nepodléhaly povinné školní docházce, byl oprávněn při přecházení vozovky zastavovat vozidla.

#### Zákon č. 361/2000 Sb.
Zákon č. 361/2000 Sb. zavedl s účinností od 1. července 2000 stanovil v některých případech povinnosti řidičů vozidel vůči organizovaným útvarům chodců.

### Vymezení pojmu
Organizovaným útvarům chodců se věnuje § 56 zákona č. 361/2000 Sb., nadepsaný „Útvar chodců“. První věta vysvětluje termín „organizovaný útvar chodců“ otevřeným výčtem příkladů: „například příslušníků ozbrojených sil, školní mládeže nebo průvod“. V odst. 6 však z působnosti těchto ustanovení a tím i z definice pojmu vyloučena organizovaná skupina dětí, které dosud nepodléhají povinné školní docházce – pro tu platí ustanovení pro chodce. Ve dvou ustanoveních (§ 22, povinnost dá na křižovatce organizované skupině chodců přednost v jízdě) je místo termínu „organizovaný útvar chodců“ použit termín „organizovaná skupina chodců“, aniž by byl vyjasněn vztah mezi oběma termíny. 
Zákon nestanoví ostrá kritéria, za jakých podmínek má být skupina chodců považována za organizovanou. tj. jaký druh organizace chodců z nich činí organizovaný útvar. Zákon nestanoví minimální ani maximální počet chodců v útvaru, z použitého množného čísla je však zřejmé, že by mělo jít nejméně o dva chodce. Zákon nestanoví podobu útvaru, tj. ani tvar útvaru a vzájemnou polohu chodců v útvaru, ani minimální nebo maximální délku nebo šířku útvaru, ani povolené rozestupy mezi chodci v útvaru. Při chůzi po vozovce není stanoven ani počet chodců, kteří v útvaru mohou jít vedle sebe – při chůzi po chodníku mohou jít nejvýše ve dvojstupu. 
Problematiky organizovaného útvaru chodců se dotkl Nejvyšší soud České republiky ve svém rozhodnutí z 27. února 2008. Šlo o spor řidiče, který se za tmy střetl se skupinou dívek, které šly ve dvojstupu po silnici ve špatně viditelném oblečení, a byl odsouzen za obecné ohrožení. Hájil se tím, že na skupinu dívek jdoucích po silnici je třeba pohlížet jako na útvar chodců a na základě toho také klást na tento útvar povinnosti, zejména povinnost určit vedoucího útvaru, který dohlíží na dodržování předpisů o bezpečnosti provozu a svými pokyny zajišťuje bezpečnost útvaru a dále povinnost označení krajních členů útvaru světly či oděvními doplňky s označením z reflexního materiálu, přičemž nesplněním těchto povinností dívky nehodu zásadní a rozhodující měrou zapříčinily, zatímco on pravidla provozu neporušil tak, aby to byl on, kdo zavinil dopravní nehodu. Okresní soud v Berouně ho však odsoudil a odvolací Krajský soud v Praze trest pouze mírně snížil. Obviněný podal dovolání a Nejvyšší soud České republiky v odůvodnění konstatoval, že skupina dívek jdoucích po silnici se jako organizovaný útvar chodců nechovala a takové chování s ohledem na okolnosti jejich přesunu nikoli organizovaného nebylo ani zákonem vyžadováno (tyto neměly svého vedoucího). Skupina poškozených dívek nejevila známky organizovaného útvaru chodců, proto na ně takto nelze pohlížet a je třeba jejich účast v silničním provozu posuzovat z hlediska ustanovení vztahující se na chodce obecně. K tíži dívek soud konstatoval, že šly ve dvojstupu, což je chodcům za snížené viditelnosti zakázáno (reflexní prvky tehdy ještě nebyly pro chodce povinné).

### Vedoucí útvaru
Za dodržování povinností organizovaného útvaru chodců odpovídá vedoucí útvaru, jímž může být jen osoba starší 15 let, která je k tomu dostatečně způsobilá (§ 56 odst. 4 zákona č. 361/2000 Sb.). 
Vedoucí organizovaného útvaru školní mládeže nebo organizované skupiny dětí, které dosud nepodléhají povinné školní docházce, je oprávněn při přecházení vozovky zastavovat vozidla (§ 56 odst. 7 a § 79 odst. 1 písm. g) zákona č. 361/2000 Sb.).

### Povinnosti platné pro útvar
Pro organizovaný útvar chodců platí přiměřeně povinnosti řidiče podle těchto ustanovení zák. 361/2000 Sb. o povinnostech řidiče:  
- § 5 odst. 1 písm. b): Řidič je (…) povinen věnovat se plně řízení vozidla nebo jízdě na zvířeti a sledovat situaci v provozu na pozemních komunikacích.
- § 11 odst. 1: Na pozemní komunikaci se jezdí vpravo, a pokud tomu nebrání zvláštní okolnosti, při pravém okraji vozovky, pokud není stanoveno jinak.
- § 12 Jízda v jízdních pruzích (mimo obec v pravém, kromě objíždění, předjíždění, otáčení nebo odbočování, v obci kterýkoliv, povinnost uvolnit levý krajní pruh rychleji jedoucímu vozidlu, souběžná jízda, přejíždění mezi jízdními pruhy, použití připojovacího pruhu.) Pro útvar chodců neplatí žádné z omezení v užívání levých jízdních pruhů, jaká platí například pro nákladní automobily a těžké jízdní soupravy, pomalé motocykly a cyklisty.
- § 13: jízda podél nástupních a ochranných ostrůvků a tramvají, vjíždění na tramvajový pás
- § 14: vyhrazené jízdní pruhy
- § 15: zastavení za vozidlem hromadné dopravy osob v zastávce
- § 16: objíždění
- § 20: vyhýbání
- § 21: odbočování
- § 22: jízda křižovatkou, včetně předností v jízdě
- § 23: vjíždění na pozemní komunikaci
- § 24: otáčení a couvání
- § 25 odst. 1: Řidič smí zastavit a stát jen vpravo ve směru jízdy co nejblíže k okraji pozemní komunikace a na jednosměrné pozemní komunikaci vpravo i vlevo; v jedné řadě a rovnoběžně s okrajem pozemní komunikace; nedojde-li k ohrožení bezpečnosti a plynulosti silničního provozu, smí v obci řidič vozidla o celkové hmotnosti nepřevyšující 3500 kg zastavit a stát kolmo, popřípadě šikmo k okraji pozemní komunikace nebo zastavit v druhé řadě.
- § 25 odst. 2: Ve druhé řadě smí při výkonu taxislužby zastavit řidič taxislužby, je však povinen dbát potřebné opatrnosti, aby neohrozil bezpečnost a plynulost provozu na pozemních komunikacích.
- § 27: zákazy zastavení a stání
- § 28 odst. 1, 2 a 5
  - odst. 1: Před železničním přejezdem si musí řidič počínat zvlášť opatrně, zejména se přesvědčit, zda může železniční přejezd bezpečně přejet.
  - odst. 2: Vozidla se před železničním přejezdem řadí za sebou v pořadí, ve kterém přijela. Nejde-li o souběžnou jízdu nebo o jízdu podle § 12 odst. 2, smějí vozidla přejíždět přes železniční přejezd jen v jednom jízdním proudu.
  - odst. 5: Před železničním přejezdem, u kterého je umístěna dopravní značka "Stůj, dej přednost v jízdě!", musí řidič zastavit vozidlo na takovém místě, odkud má náležitý rozhled na trať.
- § 29: kdy řidič nesmí vjíždět na železniční přejezd
- § 30: znamení o změně směru jízdy (mj. není-li jimi vozidlo vybaveno nebo při jejich poruše, dává se znamení upažením; vyžadují-li to okolnosti, zejména není-li znamení dávané směrovými světly nebo paží dostatečně viditelné například pro šířku nákladu nebo za snížené viditelnosti, musí se dávat znamení jiným zřetelným způsobem, například způsobilou a náležitě poučenou osobou.)

Na organizovaný útvar chodců se nevztahují například tato ustanovení zák. 361/2000 Sb. o povinnostech řidiče: 
- ustanovení platná pouze pro řidiče motorových vozidel (§ 6, 6c) a o kontrole technického stavu vozidla (§ 6a, 6b)
- § 5 odst. 1 písm. a): řidič je povinen užít vozidlo, které splňuje technické podmínky stanovené zvláštním právním předpisem
- § 5 odst. 1 písm. c): řidič je povinen přizpůsobit jízdu technickým vlastnostem vozidla nebo fyzickým vlastnostem zvířete
- § 5 odst. 1 písm. e): řidič je povinen odstranit na místě závadu…
- § 5 odst. 2 písm. i) a j): řidič nesmí řídit vozidlo, na němž jsou nečistoty, námraza nebo sníh, které zabraňují výhledu z místa řidiče vpřed, vzad a do stran, nebo na němž nebo na jehož nákladu je led, který by při uvolnění mohl ohrozit bezpečnost provozu na pozemních komunikacích.
- § 5 odst. 1 písm. i) a j): řidič je povinen zajistit bezpečnost přepravované osoby nebo zvířete a bezpečnou přepravu nákladu, zabezpečit přepravované zvíře…
- § 5 odst. 2 písm. e): řidič nesmí vyhazovat předměty z vozidla
- § 5 odst. 2 písm. a) a b): řidič nesmí požít alkoholický nápoj ani jinou látku obsahující alkohol nebo užít jinou návykovou látku během jízdy a řídit vozidlo nebo jet na zvířeti bezprostředně po požití alkoholického nápoje nebo užití jiné návykové látky nebo v takové době po požití nebo užití, kdy by mohl být ještě pod jejich vlivem
- § 5 odst. 1 písm. f) a g): řidič je povinen podrobit se na výzvu policisty, vojenského policisty, zaměstnavatele, ošetřujícího lékaře nebo strážníka obecní policie vyšetření ke zjištění, zda není ovlivněn alkoholem nebo jinou návykovou látkou
- § 5 odst. 2 písm. c): řidič nesmí řídit vozidlo nebo jet na zvířeti, jestliže je jeho schopnost k řízení vozidla nebo jízdě na zvířeti snížena v důsledku jeho zdravotního stavu,
- § 5 odst. 2 písm. d): řidič nesmí předat řízení vozidla osobě, která k tomu není způsobilá a oprávněná
- § 5 odst. 1 písm. k): řidič je povinen zajistit, aby k jízdě byl přibrán potřebný počet způsobilých a náležitě poučených osob, jestliže to vyžaduje bezpečnost provozu na pozemních komunikacích
- § 5 odst. 1 písm. d): řidič je povinen dbát zvýšené opatrnosti zejména vůči dětem, osobám s omezenou schopností pohybu a orientace, osobám těžce zdravotně postiženým a zvířatům, brát ohled na vozidlo přepravující děti, řidiče začátečníka nebo osobu těžce zdravotně postiženou
- § 5 odst. 1 písm. h): řidič je povinen snížit rychlost jízdy nebo zastavit vozidlo před přechodem pro chodce, sníží-li rychlost jízdy nebo zastaví-li vozidlo před přechodem pro chodce i řidiči ostatních vozidel jedoucích stejným směrem
- § 5 odst. 2 písm. f) a g): řidič nesmí ohrozit nebo omezit chodce, který přechází pozemní komunikaci po přechodu pro chodce nebo který zjevně hodlá přecházet pozemní komunikaci po přechodu pro chodce atd., a ohrozit chodce přecházejícího pozemní komunikaci, na kterou řidič odbočuje, nebo ohrozit chodce při odbočování na místo ležící mimo pozemní komunikaci, při vjíždění na pozemní komunikaci a při otáčení nebo couvání,
- § 5 odst. 2 písm. h): řidič nesmí ohrozit cyklistu přejíždějícího pozemní komunikaci na přejezdu pro cyklisty
- § 5 odst. 1 písm. l): povinnost při nouzovém stání
- § 7 odst. 1 písm. b): řidič nesmí obtěžovat ostatní účastníky provozu na pozemních komunikacích ani jiné osoby zejména nadměrným hlukem, znečišťováním ovzduší, rozstřikováním kaluží, bláta nebo zbytečným ponecháním motoru stojícího vozidla v chodu
- § 7 odst. 1 písm. c): řidič nesmí při jízdě vozidlem držet v ruce nebo jiným způsobem telefonní přístroj nebo jiné hovorové nebo záznamové zařízení
- § 11 odst. 2: Na krajnici smí řidič motorového vozidla vjet jen při zastavení a stání nebo, jestliže je to nutné, při objíždění, vyhýbání, odbočování nebo otáčení.
- § 17: předjíždění
- § 18: rychlost jízdy
- § 19: vzdálenost mezi vozidly
- § 25 odst. 3–6: při stání a zastavení ponechat volný jízdní pruh, řidič nesmí znemožnit ostatním řidičům vyjetí, odstup od vozidla invalidy, znamení o změně směru jízdy při zajíždění k okraji komunikace a vyjíždění, povinnost neohrozit při vyjíždění ostatní účastníky provozu, povinnost umožnit vyjetí ze zastávky nebo ze zastávkového pruhu řidiči autobusu nebo trolejbusu)
- § 26: otevírání dveří a stěn vozidla, vzdálení od vozidla, nouzové stání
- § 28 mimo odst. 3: omezení rychlosti před přejezdem a na přejezdu. Při přejíždění železničního přejezdu nesmí řidič zbytečně prodlužovat dobu jeho přejíždění.
- § 28 odst. 4: Dojde-li k zastavení vozidla na železničním přejezdu…
- § 46: zastavení vozidla v tunelu
- § 31: výstražná znamení
- § 32 a 33: osvětlení vozidel
- § 34: vlečení motorových vozidel
- provoz na dálnici, provoz v obytné, pěší a cyklistické zóně, provoz vozidel v zimním období,
- jízda vozidel s právem přednostní jízdy včetně ustanovení, že jim řidiči ostatních vozidel musí umožnit bezpečný a plynulý průjezd
- ustanovení o přepravě osob a nákladu; na jednotlivé chodce v organizovaném útvaru chodců se nevztahují povinnosti přepravované osoby podle § 9 zák. 361/2000 Sb. a nepřímo lze vyvozovat, že ani povinnosti chodce.
- povinnosti řidiče ve vztahu ke světelným signálům podle § 70 a pokynům policisty při řízení provozu podle § 75.
- dopravní značky vztahující se k řidičům nebo vozidlům, zejména značky zakazující vjezd.

Organizovaný útvar chodců na mostě nesmí jít jednotným krokem (§ 56 odst. 3 zákona č. 361/2000 Sb.).
Organizovaný útvar chodců jdoucí nejvýše ve dvojstupu smí jít po chodníku, a to vpravo; přitom nemusí být označen světly, nebo reflexními oděvními doplňky (dle § 56 odst. 5 zákona č. 361/2000 Sb.). Zákon zmiňuje pouze možnost jít po chodníku, možnost jít po stezce pro chodce nebo stezce pro chodce a cyklisty nezmiňuje.

### Označení za snížené viditelnosti
Za snížené viditelnosti musí být organizovaný útvar chodců označen vpředu po obou stranách neoslňujícím bílým světlem a vzadu po obou stranách neoslňujícím červeným světlem. Označení světly může být nahrazeno oděvními doplňky s označením z retroreflexního materiálu (§ 56 odst. 2 zákona č. 361/2000 Sb.). Vzor a způsob užití oděvních doplňků s označením z retroreflexního materiálu na základě zmocnění § 56 odst. 8 zákona č. 361/2000 Sb. stanoví prováděcí vyhláška (§ 19 a příloha 12 vyhlášky č. 294/2015 Sb., dříve vyhláška č. 30/2001 Sb.) a stejné vzory platí i pro řidiče motorového vozidla pro případ nouzového stání. Druh, velikost, tvar ani svítivost povinných světel nejsou stanoveny. 

### Povinnosti řidičů vůči útvaru
- Řidič odbočující vlevo musí dát přednost v jízdě protijdoucím organizovaným útvarům chodců (§ 21 odst. 5 zák. 361/2000 Sb.)
- Řidič přijíždějící na křižovatku po vedlejší pozemní komunikaci označené dopravní značkou "Dej přednost v jízdě!" nebo "Stůj, dej přednost v jízdě!" musí dát přednost v jízdě organizované skupině chodců přicházející po hlavní pozemní komunikaci; nevyplývá-li přednost v jízdě na křižovatce z tohoto ustanovení, musí dát řidič přednost v jízdě organizované skupině chodců přicházející zprava (§ 22 odst. 1 a 2).
- Řidič vjíždějící na kruhový objezd označený dopravními značkami "Kruhový objezd" společně se značkou "Dej přednost v jízdě!" nebo "Kruhový objezd" společně se značkou "Stůj, dej přednost v jízdě" musí dát přednost v jízdě (…) organizovanému útvaru chodců (§ 22 odst. 5 zák. 361/2000 Sb.)
- Svítí-li „Signál pro opuštění křižovatky“ umístěný v protilehlém rohu křižovatky nebo svítí-li před křižovatkou Signál se směrovou šipkou se zeleným světlem „Volno“, neplatí pro odbočování vlevo povinnost dát přednost v jízdě protijdoucím organizovaným útvarům chodců. (Stanovení významu signálů S1, S2 a S6 ve vyhlášce 294/2015 Sb.)
- Řidič, který jede na signál „Doplňková zelená šipka“ svítící současně se signálem s červeným světlem „Stůj!“ nebo se žlutým světlem „Pozor!“, musí dát přednost v jízdě (…) útvarům chodců jdoucím ve volném směru (§ 70 odst. 2 písm. g) zák. 361/2000 Sb., též výklad signálu S5 ve vyhlášce 294/2015 Sb.).
- Při vjíždění z místa ležícího mimo pozemní komunikaci na pozemní komunikaci musí dát řidič přednost v jízdě (…) organizovanému útvaru chodců. To platí i při vjíždění z účelové pozemní komunikace nebo ze stezky pro cyklisty nebo z obytné nebo pěší zóny na jinou pozemní komunikaci. (§ 23 odst. 1 zák. 361/2000 Sb.)

Ačkoliv pro útvar chodců platí přiměřeně povinnosti řidiče, ne vždy je ostatním řidičům stanovena komplementární povinnosti vůči útvaru chodců. Pro řidiče ostatních vozidel například není stanovena: 
- není stanovena povinnost neohrozit a neomezit útvar chodců v jízdním pruhu, do kterého jiný řidič přejíždí, neohrozit útvar chodců v pravém jízdním pruhu při souběhu jízdních pruhů, z nichž žádný není průběžný, a neohrozit útvar chodců jdoucí v průběžném pruhu při zařazování se z připojovacího pruhu.
- v případě vyhýbání se pro organizovaný útvar vztahuje § 20, ale na protijedoucího řidiče se nevztahují odpovídající povinnosti vůči útvaru. Totéž platí při vyhýbání řidičů protijedoucích vozidel při odbočování vlevo podle § 21 odst. 3.
- není stanoveno, že by tramvaj, která při odbočování nebo jiné změně směru jízdy křižuje směr útvaru chodců jdoucího po její pravé nebo levé straně a dává znamení o změně směru jízdy, měla přednost v jízdě.

Vzájemné povinnosti mezi organizovaným útvarem chodců jdoucím po vozovce a chodci přecházejícími vozovku nejsou stanoveny.

## Slovenská právní úprava
Na Slovensku byla právní úprava v rámci Československa přinejmenším od roku 1951 shodná jako v Česku. 
V současnosti tam platí zákon č. 8/2009 Z.z., o cestnej premávke a o zmene a doplnení niektorých zákonov, v němž o útvarech chodců pojednává § 54 s názvem Osobitné ustanovenia o chodcoch.
(1) Pre organizovaný útvar chodcov, najmä útvar ozbrojených síl, útvar školskej mládeže alebo pre sprievod, primerane platia práva a povinnosti vodičov podľa tohto zákona.
(2) Za zníženej viditeľnosti musí byť organizovaný útvar chodcov označený vpredu po oboch stranách neoslňujúcim bielym svetlom a vzadu takisto po oboch stranách červeným svetlom. Vedúci útvaru chodcov a chodci idúci v poslednom rade v smere chôdze musia mať mimo obce za zníženej viditeľnosti oblečený reflexný bezpečnostný odev.
(3) Za dodržiavanie ustanovení odsekov 1 a 2 zodpovedá vedúci útvaru, ktorým môže byť len osoba staršia ako 18 rokov, ktorá je na to dostatočne spôsobilá.
(4) Organizovaný útvar chodcov idúci najviac v dvojstupe smie ísť po chodníku, a to vpravo; pritom nemusí byť označený podľa odseku 2.
(5) Pre organizovanú skupinu detí, ktoré nepodliehajú povinnej školskej dochádzke, platia ustanovenia o chodcoch.